# Ulisse (Ponsard)
Ulisse (Ulysse) è un tragedia in cinque atti di François Ponsard, poeta e commediografo francese, composta nel 1852.
Fu l'unica opera con contenuto classico dell'autore. Cercò di essere il più fedele possibile al testo di Omero, dal 13º al 23º canto in cui si concentra il tema del ritorno di Ulisse. Per essa Charles Gounod compose le sue musiche di scena.